# Церква Святого Апостола Филипа (Хишевичі)
Церква святого апостола Филипа в Хишевичах — парафія і храм греко-католицької громади Української греко-католицької церкви в Хишевичах Великолюбінської громади Львівського району Львівської области.

## Відомості
Дерев'яна церква 1709 року була визначена як каплиця до 1847 року поки вона не стала парафіяльною.
У 1918 році вимуровано кам'яний храм. Після Першої світової війни парафія і храм входили до Комам'янського та Рудецького деканатів.
Кількість парафіян: 1840 — 672, 1859 — 696, 1879 — 854, 1899 — 1.035, 1926 — 1.432, 1938 — 1362.

## Парохи
- вакантна посада ([1828], адміністратор)[1]
- о. Гавриїл Граб'янка ([1830]—1835+, адміністратор)[1]
- о. Родіон Яросевич (1835—1836, адміністратор)[1]
- о. Антін Топольницький (1836—1839, адміністратор)[1]
- о. Єронім Зелексовський (1839—1846, адміністратор)[1]
- о. Теодор Левицький (1846—1847, адміністратор)[1]
- о. Теодор Левицький (1847—1877)[1]
- о. Олексій Кунців (1877—1878, адміністратор)[1]
- о. Петро Луцький (1878—1893+)[1]
- о. Іван Федєв (1892—1893, асистент священника)[1]
- о. Іван Федєв (1893—1894, адміністратор)[1]
- о. Стефан Онискевич (1894—1913)[1]
- о. Ілля Гаврискевич (1913—[1939])[1]
- о. Олег Барбуляк[2]
- о. Іван Громик[2]
- о. Віталій Горин (від 2020)[2]